# Nicolás Hurtado y Moreno
Nicolás Hurtado y Moreno (Zafra, c. 1814-Zafra, 1882) fue un político español, diputado y senador durante el reinado de Isabel II y en la Restauración.

## Biografía
Nacido en la localidad pacense de Zafra, según la fuente el 6 de diciembre de 1814 o en 1821, tuvo la profesión de abogado. Fue un político muy influyente en Extremadura desde 1840. Entre 1846 y 1847 gozó de escaño en el Congreso por primera vez, como diputado moderado, y conservó esta posición en varias legislaturas hasta el fin del reinado de Isabel II. En 1867 fue nombrado senador vitalicio (cargo que ejerció hasta 1868), nuevamente fue diputado entre 1876-1877 y más adelante senador vitalicio de nuevo desde 1877.
Falleció en Zafra, su ciudad natal, el 17 de abril de 1882. En la colegiata de esta ciudad, al costado izquierdo del altar de las ánimas, junto al coro, se ubicó su sepulcro, al que se agregó una inscripción sobre mármol negro.